# Roberto Abbondanzieri
Roberto Carlos "Pato" Abbondanzieri (născut Abbondancieri, pe 19 august 1972, în Bouquet, Santa Fe) este un fost fotbalist argentinian, care juca pe postul de portar. El a petrecut cea mai mare parte a carierei sale la clubul Boca Juniors din Argentina, dar și o bună perioadă de timp la Getafe în La Liga.
Abbondanzieri a jucat 49 de meciuri pentru echipa națională de fotbal a Argentinei între anii 2004 și 2008, reprezentându-și țara la Campionatul Mondial de Fotbal 2006 și la două ediții Copa America.

## Statistici de club
|           |                 |                  | Campionat | Campionat | Cupă           | Cupă           | Continental    | Continental    | Total   | Total  |
| Sezon     | Club            | Campionat        | Meciuri   | Goluri    | Meciuri        | Goluri         | Meciuri        | Goluri         | Meciuri | Goluri |
| Argentina | Argentina       | Argentina        | Campionat | Campionat | Cupă           | Cupă           | America de Sud | America de Sud | Total   | Total  |
| --------- | --------------- | ---------------- | --------- | --------- | -------------- | -------------- | -------------- | -------------- | ------- | ------ |
| 1994/95   | Rosario Central | Primera División | 14        | 0         | -              | -              |                |                | 14      | 0      |
| 1995/96   | Rosario Central | Primera División | 25        | 0         | -              | -              |                |                | 25      | 0      |
| 1996/97   | Rosario Central | Primera División | 18        | 0         | -              | -              |                |                | 18      | 0      |
| 1996/97   | Boca Juniors    | Primera División | 8         | 0         | -              | -              |                |                | 8       | 0      |
| 1997/98   | Boca Juniors    | Primera División | 13        | 0         | -              | -              |                |                | 13      | 0      |
| 1998/99   | Boca Juniors    | Primera División | 8         | 0         | -              | -              |                |                | 8       | 0      |
| 1999/00   | Boca Juniors    | Primera División | 8         | 0         | -              | -              |                |                | 8       | 0      |
| 2000/01   | Boca Juniors    | Primera División | 16        | 0         | -              | -              |                |                | 16      | 0      |
| 2001/02   | Boca Juniors    | Primera División | 22        | 0         | -              | -              |                |                | 22      | 0      |
| 2002/03   | Boca Juniors    | Primera División | 33        | 0         | -              | -              |                |                | 33      | 0      |
| 2003/04   | Boca Juniors    | Primera División | 32        | 0         | -              | -              |                |                | 32      | 0      |
| 2004/05   | Boca Juniors    | Primera División | 31        | 0         | -              | -              |                |                | 31      | 0      |
| 2005/06   | Boca Juniors    | Primera División | 33        | 0         | -              | -              |                |                | 33      | 0      |
| Spania    | Spania          | Spania           | Campionat | Campionat | Copa del Rey   | Copa del Rey   | Europa         | Europa         | Total   | Total  |
| 2006/07   | Getafe          | La Liga          | 36        | 0         | 0              | 0              | -              | -              | 36      | 0      |
| 2007/08   | Getafe          | La Liga          | 34        | 0         | 0              | 0              | 2              | 0              | 36      | 0      |
| 2008/09   | Getafe          | La Liga          | 13        | 0         | 0              | 0              | -              | -              | 13      | 0      |
| Argentina | Argentina       | Argentina        | Campionat | Campionat | Cupă           | Cupă           | America de Sud | America de Sud | Total   | Total  |
| 2008/09   | Boca Juniors    | Primera División | 19        | 0         | -              | -              | 8              | 0              | 27      | 0      |
| 2009/10   | Boca Juniors    | Primera División | 9         | 0         | -              | -              | 1              | -              | 10      | 0      |
| Brazilia  | Brazilia        | Brazilia         | Campionat | Campionat | Copa do Brasil | Copa do Brasil | America de Sud | America de Sud | Total   | Total  |
| 2010      | Internacional   | Série A          | 8         | 0         | 0              | 0              | 10             | 0              | 18      | 0      |
| Country   | Argentina       | Argentina        | 289       | 0         | 0              | 0              | 9              | 0              | 290     | 0      |
| Country   | Spain           | Spain            | 83        | 0         | 0              | 0              | 2              | 0              | 85      | 0      |
| Country   | Brazil          | Brazil           | 8         | 0         | 0              | 0              | 10             | 0              | 18      | 0      |
| Total     | Total           | Total            | 380       | 0         | 0              | 0              | 21             | 0              | 393     | 0      |

## Națională
| Argentina | Argentina | Argentina |
| An        | Meciuri   | Goluri    |
| --------- | --------- | --------- |
| 2004      | 11        | 0         |
| 2005      | 9         | 0         |
| 2006      | 9         | 0         |
| 2007      | 14        | 0         |
| 2008      | 6         | 0         |
| Total     | 49        | 0         |

## Palmares
- Copa CONMEBOL: 1995
- Apertura: 1998, 2000, 2003, 2005
- Clausura: 1999, 2006
- Copa Libertadores 2000, 2001, 2003, 2010
- Cupa Intercontinentală: 2000, 2003
- Copa Sudamericana: 2004, 2005
- Recopa Sudamericana: 2005
- Trofeul Zamora (cel mai bun portar din La Liga): 2006/2007
- Top 8 Goalkeeper of the decade (IFFHS): 2001–2010